# نهر خوز
نهر خوز أحد انهار العراق القصيرة، وهو أحد أنهار شط العرب الذي يتفرع عنه في قضاء أبو الخصيب في محافظة البصرة جنوب العراق، سمي النهر نسبة إلى قرية خوز التي يقع فيها. ويطلق على إحدى الحلويات المشهورة في البصرة اسم (حلوى نهر خوز).